# Абделькадер Салхі
Абделькадер Салхі (араб. عبد القادر صالحي, нар. 19 березня 1993, Шлеф) — алжирський футболіст, воротар клубу «МК Алжир».

## Клубна кар'єра
У дорослому футболі дебютував 2013 року виступами за команду клубу АСО Шлеф, в якій провів відіграв 46 матчів.
До складу клубу «Белуїздад» приєднався 2016 року на правах оренди. Відтоді встиг відіграти за команду 12 матчів в національному чемпіонаті.

## Виступи за збірну
З 2014 захищає кольори молодіжної збірної Алжиру. У складі цієї команди провів 23 матчі. У складі збірної фіналіст молодіжного чемпіонату Африки 2015 року.
2016 року залучався до лав олімпійської збірної Алжиру. У складі збірної — учасник футбольного турніру на Олімпійських іграх 2016 року у Ріо-де-Жанейро.